# گرت هدلند
گرت جان هدلند (به انگلیسی:Garrett John Hedlund) (زاده ۳ سپتامبر ۱۹۸۴) یک بازیگر، آمریکایی است که بخاطر بازی در فیلم‌های چراغ‌های شب جمعه، چهار برادر، اراگون، قوی در سبک کانتری، بازی در نقش پاتروکلوس در فیلم تروی و سم فین در فیلم ترون: میراث شناخته شده است.

## اوایل زندگی
هدلند در رئزاو، مینه سوتا زاده شد و فرزند کریستی و رابرت هدلند است. او یک برادر بزرگتر به نام ناتائیل و یک خواهر بزرگتر به نام آماندا دارد. هد لند در یک مزرعه پرورش گاو در نزدیکی شهر وانسکا، مینه سوتا پرورش یافت. زمانی که ۱۴ ساله بود همراه با مادرش به اسکاتسدیل آریزونا رفت. هنگامی که به آریزونا رسید به حضور در کنوانسیون استعداد با شرکتی که پرو سکوت نامیده می‌شد پرداخت. او در آنجا قرار داد یک آژانس را امضا کرد. بعد از فارغ از تحصیل شدن از دبیرستان در سال ۲۰۰۳ بلافاصله به لس آنجلس رفت تا حرفه بازیگری را دنبال کند.

## زندگی حرفه‌ای
اولین نقش او پاتروکلوس در فیلم تروی بود. فیلمی که ستارگانی همچون برد پیت را داشت و در ۱۴ می۲۰۰۴ انتشار یافت. او همچنین در نقش دن بیلینگسکی در فیلم درام [چراغ‌های جمعه شب] محصول سال ۲۰۰۴ بازی کرد، جایی که [تیم مک گرو] نقش پدرش را بازی می‌کرد.
او در نقش جک مرسر در کنار مارک واهل‌برگ در فیلم اکشن/جنایی چهار برادر بازی کرده است. او بعدها در فیلم اراگون در نقش مرتاگ ظاهر شد. در سال ۲۰۰۷، او در فیلم کمدی/درام قانون جورجیا به کارگردانی گری مارشال، در کنار لیندزی لوهان و جین فندا بازی کرده است.
در سال ۲۰۱۰، او نقش اصلی جف بریدج را در فیلم ترون:میراث، که یک دنباله از فیلم ترون محصول ۱۹۸۲ است بازی کرد. فیلم در ۱۷ دسامبر ۲۰۱۰ انتشار یافت.
او در آینده در نقش دین موریاتی در فیلمی بر اساس رمانی در جاده نوشتهٔ جک کرواک، به کارگردانی فالتر سالز ظاهر خواهد شد. زمان انتشار فیلم سال ۲۰۱۲ اعلام شده است.

## زندگی شخصی
هدلند در آپارتمانی که از طریق چک اولین فیلمش، تروی خریده است زندگی می‌کند. او از سال ۲۰۱۹ با بازیگر معروف آمریکایی اما رابرتس وارد رابطه شد و در ۲۰ اگست ۲۰۲۰ به صورت رسمی اعلام کردند که منتظر فرزند اولشان هستند. در ۲۷ دسامبر سال ۲۰۲۰ اما پسری به نام رودس رابرتس هدلند به دنیا آورد و این خبر توسط گرت اعلام شد.

## فیلم‌شناسی
| سال  | نام                | نقش          | توضیحات                                                            |
| ---- | ------------------ | ------------ | ------------------------------------------------------------------ |
| ۲۰۰۴ | تروی               | پاتروکلوس    | نامزد — جوایز برگزیده نوجوانان for Choice Male Breakout Movie Star |
| ۲۰۰۴ | نورهای شب جمعه     | دون بلینگسلی |                                                                    |
| ۲۰۰۵ | چهار برادر         | جک مرسر      |                                                                    |
| ۲۰۰۶ | اراگون             | مرتاگ        |                                                                    |
| ۲۰۰۷ | قانون جورجیا       | هارلن        |                                                                    |
| ۲۰۰۷ | جمله مرگ           | بیلی دارلی   |                                                                    |
| ۲۰۱۰ | ترون: میراث        | سم فین       | نامزد — Saturn Award for Best Supporting Actor                     |
| ۲۰۱۰ | قدرت موسیقی کانتری | بو هاتن      |                                                                    |
| ۲۰۱۲ | در جاده            | دن موریاتی   |                                                                    |
| ۲۰۱۴ | لالایی (فیلم ۲۰۱۴) |              |                                                                    |
| ۲۰۱۵ | پن (فیلم)          | جیمز هوک     |                                                                    |
| ۲۰۱۸ | بوردن              |              |                                                                    |
| ۲۰۲۳ | غیبت عدن           |              |                                                                    |

| سال  | نام                   | نقش  | توضیحات         |
| ---- | --------------------- | ---- | --------------- |
| ۲۰۱۱ | زمانی که ۱۷ ساله بودم | خودش | فصل دوم قسمت ۴۵ |

| سال  | نام    | نقش     | توضیحات |
| ---- | ------ | ------- | ------- |
| ۲۰۰۶ | اراگون | Murtagh | Voice   |

## جوایز
- در ۸ جوئن ۲۰۱۱ هدلند مردسال جوایز گلامور شد.[۵]

| سال  | جایزه                  | موضوع                      | کارهای نامزد  | نتایج    | توضیحات |
| ---- | ---------------------- | -------------------------- | ------------- | -------- | --- |
| ۲۰۰۴ | جوایز برگزیده نوجوانان | Choice Breakout Movie Star | Troy          | نامزدشده | |
| ۲۰۰۶ | Black Reel Awards      | Best Ensemble              | Four Brothers | نامزدشده | (Shared with: آندره ۳۰۰۰, ترسی گیبسون، مارک واهل‌برگ، سوفیا ورگارا، ترنس هاوارد، چیوتل اهیرفور، ترجی پی. هنسون) |
| ۲۰۱۱ | جایزه ساترن            | Best Supporting Actor      | ترون: میراث   | نامزدشده | |
| ۲۰۱۱ | Young Hollywood Award  | بازیگر سال                 |               | برنده    | |
| ۲۰۱۱ | Maui Film Festival     | Rising Star                |               | برنده    | |